# دیتفورت
دیتفورت (به آلمانی: Ditfurt) یک شهر در آلمان است که در Harz واقع شده‌است. دیتفورت ۱٬۸۱۷ نفر جمعیت دارد.